# La Compagnie des spectres
La Compagnie des spectres est un roman de Lydie Salvayre paru le 27 août 1997 aux éditions du Seuil et ayant reçu la même année le prix Novembre ainsi que le prix du roman des Meilleurs livres de l'année du magazine Lire. Ce roman contribua grandement à faire connaître son auteure.

## Résumé
C'est une jeune fille qui parle, elle s'adresse dans un long monologue à un huissier venu saisir le peu de biens qu'elles possèdent elle et sa mère. Son propre monologue contient en insert le discours maternel qu'elle connait par cœur. Ressassant ses souvenirs, cette mère atteinte d'une folie douce se croit toujours cernée par Philippe Pétain et Joseph Darnand. La période de l'occupation, la philosophie de la simplicité et la transmission des douleurs familiales sont au centre du récit. Tandis que la jeune fille présente le pauvre intérieur pièce après pièce et tente de justifier sa mère qui insulte régulièrement l'huissier, celui-ci accomplit sa besogne sans broncher. Elles finiront par le mettre dehors dans un mouvement exultant.

## Adaptations théâtrales
Selon Marie-Pascale Huglo, la « dominante tonale » de La compagnie des spectres est théâtrale. Cette dimension théâtrale peut sans doute expliquer que le roman ait fait l’objet de nombreuses adaptations scéniques, dont :
- 2002 : mise en scène de Monica Espina, Théâtre national de Chaillot puis au Théâtre Jean-Vilar.
- 2006 : mise en scène de Gérard Lorcy, Villers-Saint-Paul, Salle Henri-Salvador
- 2008 : mise en scène de Pierre Béziers, tournée dans les Bouches-du-Rhône, Hérault, Haute-Provence, puis au Théâtre du Lucernaire.
- 2011 : mise en scène Zabou Breitman, Théâtre de la Commune à Aubervilliers

## Éditions
- La Compagnie des spectres, éditions du Seuil, 1997  (ISBN 2020289458)